# Championnats du monde de cyclisme sur piste 2016
Navigation
Saint-Quentin-en-Yvelines 2015 Hong Kong 2017

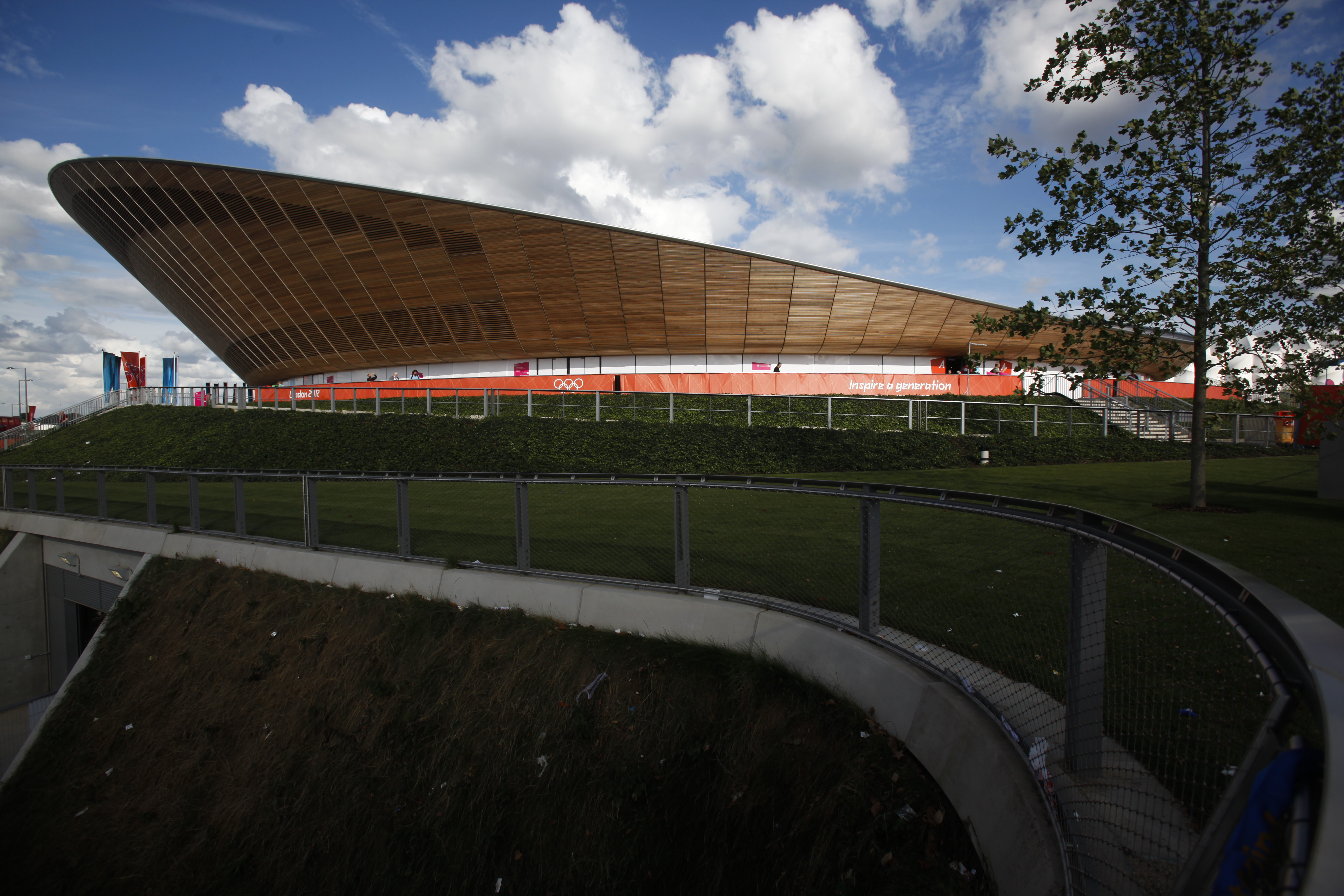
Le vélodrome.

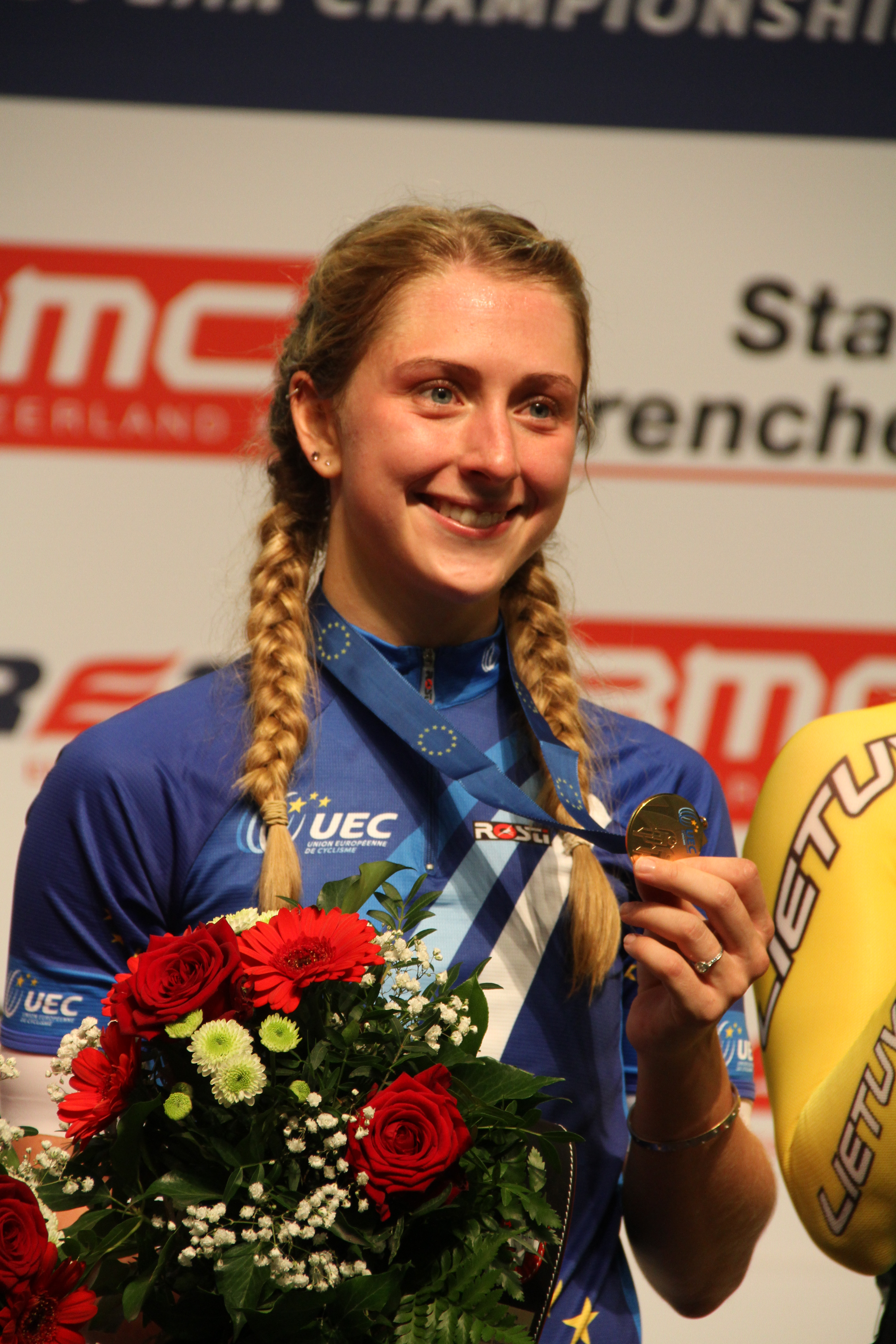
Laura Trott est l'athlète la plus titrée de ces mondiaux (ici aux championnats d'Europe 2015)

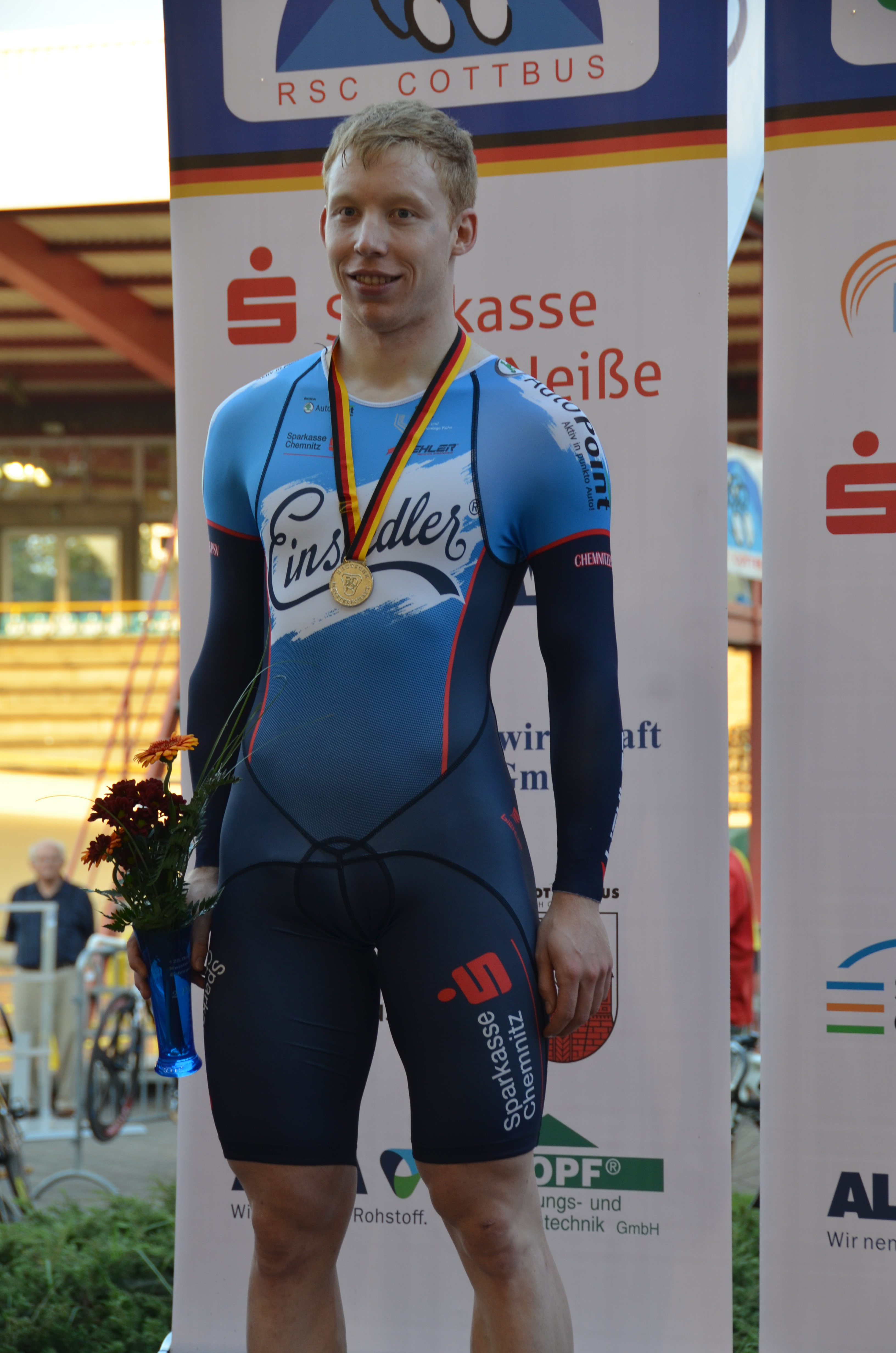
Joachim Eilers remporte trois médailles, dont deux d'or.

Les championnats du monde de cyclisme sur piste 2016 se sont déroulés à Londres au Royaume-Uni, du 2 au 6 mars 2016 sur le vélodrome de Londres. Les 19 épreuves présentes aux championnats précédents sont au programme.
En tant que dernière grande compétition pour les cyclistes avant les Jeux olympiques d'été de 2016, les championnats sont particulièrement importants pour les cyclistes et les équipes nationales visant à se qualifier pour Rio de Janeiro,.

## Préparations
Les championnats ont lieu au vélodrome olympique de Londres, qui avait accueilli les compétitions de cyclisme sur piste lors des Jeux olympiques d'été de 2012. Après les Jeux, il est rebaptisé Lee Valley VeloPark.
Le prix des billets pour les 12 sessions varient entre 15 et 90 livres, avec une réduction pour les étudiants et les plus de 60 ans. Les billets plus chers sont des billets avec les meilleures places assises, l'après-midi des séances (finales) et les sessions du week-end. Le 20 février 50 000 billets sont vendus, avec la plupart des sessions déjà épuisées, faisant un des championnats du monde les plus populaires des temps modernes,.
Pour ces championnats, 200 bénévoles sont recrutés.

## Déroulement des championnats
La nation la plus titrée est le pays organisateur : les athlètes de British Cycling remportent neuf médailles, dont cinq en or. Laura Trott gagne respectivement l'or dans le scratch et l'omnium et le bronze en poursuite par équipes. Ainsi, Trott est la plus titrée chez les féminines tandis que chez les hommes, il s'agit de l'Allemand Joachim Eilers avec ses deux médailles d'or dans l'épreuve du kilomètre contre-la-montre et du keirin et le bronze en vitesse par équipes. La Russe Anastasiia Voinova est également double championne du monde. Zhong Tianshi est championne du monde en vitesse devant sa compatriote Lin Junhong. Elle devient la première chinoise à être titrée sur l'épreuve reine de la piste. L'équipe de poursuite par équipes des États-Unis remporte pour la première fois la médaille d'or. Le quatuor australien de poursuite par équipes, avec un temps de 3 minutes 52 secondes 727, réalise en finale le deuxième meilleur temps de l'histoire sur 4000 mètres face à leur rival britannique, détenteur du record du monde.
La conclusion des championnats du monde est comme de coutume la course à l'américaine. La paire britannique Bradley Wiggins et Mark Cavendish s'impose devant les Français dans une ambiance survoltée malgré une chute de Cavendish dans les derniers tours. Pour Wiggins, il s'agit des sa dernière course et de sa dernière victoire dans le Lee Valley Velodrome, puisqu'il a décidé de mettre un terme à sa carrière de cycliste après les Jeux olympiques de 2016 à Rio de Janeiro.
Ces championnats marquent le recul des sprinteurs masculins français - une médaille en quatre épreuve - qui n'ont placé aucun de leur représentant en 1/2 finales du tournoi de vitesse pour la première fois depuis 1994.

## Nations participantes
390 cyclistes de 45 pays participent à ces mondiaux. Le nombre de cyclistes par pays est indiqué entre parenthèses.
| - Afrique du Sud (1) - Allemagne (21) - Australie (20) - Autriche (2) - Azerbaïdjan (2) - Biélorussie (8) - Belgique (6) - Brésil (5) - Canada (15) - Chili (1) - Chine (20) - Colombie (7) - Corée du Sud (6) - Cuba (3) - Danemark (9) | - Égypte (1) - Espagne (15) - États-Unis (14) - Finlande (1) - France (18) - Grande-Bretagne (21) - Hong Kong (7) - Hongrie (1) - Indonésie (1) - Iran (9) - Italie (16) - Japon (13) - Kazakhstan (3) - Lituanie (4) - Maroc (8) | - Malaisie (2) - Mexique (6) - Pays-Bas (15) - Nouvelle-Zélande (19) - Pologne (17) - Portugal (4) - Tchéquie (9) - Russie (29) - Suisse (7) - Suriname (1) - Slovaquie (1) - Taipei chinois (1) - Trinité-et-Tobago (1) - Ukraine (9) - Venezuela (6) |

## Programme
Le programme des compétitions est le suivant :
|  | Compétition | F | Finale |

| Date →                 | Mer 2 | Mer 2 | Jeu 3 | Jeu 3 | Ven 4           | Ven 4 | Sam 5  | Sam 5 | Dim 6 | Dim 6 |
| Épreuve ↓              | A     | S     | A     | S     | A               | S     | A      | S     | A     | S     |
| ---------------------- | ----- | ----- | ----- | ----- | --------------- | ----- | ------ | ----- | ----- | ----- |
| Kilomètre              |       |       | F     |       |                 |       |        |       |       |       |
| Poursuite individuelle |       |       |       |       | Q               | F     |        |       |       |       |
| Keirin                 |       |       |       |       |                 |       |        |       | T1, R | T2, F |
| Omnium                 |       |       |       |       | SR, PI          | ER    | TT, FL | PR    |       |       |
| Course aux points      |       |       |       |       |                 | F     |        |       |       |       |
| Scratch                |       | F     |       |       |                 |       |        |       |       |       |
| Vitesse individuelle   |       |       |       |       | Q, 1/16, 1/8, R |       | QF     | DF, F |       |       |
| Poursuite par équipes  | Q     |       | T1    | F     |                 |       |        |       |       |       |
| Vitesse par équipes    | Q     | F     |       |       |                 |       |        |       |       |       |
| Américaine             |       |       |       |       |                 |       |        |       |       | F     |

| Date →                 | Mer 2 | Mer 2 | Jeu 3 | Jeu 3 | Ven 4 | Ven 4 | Sam 5           | Sam 5 | Dim 6  | Dim 6 |
| Épreuve ↓              | A     | S     | A     | S     | A     | S     | A               | S     | A      | S     |
| ---------------------- | ----- | ----- | ----- | ----- | ----- | ----- | --------------- | ----- | ------ | ----- |
| 500 mètres             |       |       |       |       | F     |       |                 |       |        |       |
| Poursuite individuelle | Q     | F     |       |       |       |       |                 |       |        |       |
| Keirin                 |       |       | T1, R | T2, F |       |       |                 |       |        |       |
| Omnium                 |       |       |       |       |       |       | SR, PI          | ER    | TT, FL | PR    |
| Course aux points      |       |       |       |       |       |       |                 | F     |        |       |
| Scratch                |       |       |       | F     |       |       |                 |       |        |       |
| Vitesse individuelle   |       |       |       |       |       |       | Q, 1/16, 1/8, R |       | QF     | DF, F |
| Poursuite par équipes  |       |       | Q     |       | T1    | F     |                 |       |        |       |
| Vitesse par équipes    | Q     | F     |       |       |       |       |                 |       |        |       |

## Médaillés

### Hommes
| Épreuves                                       | Or | Or             | Argent | Argent         | Bronze | Bronze         |
| ---------------------------------------------- | --- | -------------- | --- | -------------- | --- | -------------- |
| Kilomètre contre-la-montre résultats détaillés | Joachim Eilers | 1 min 0 s 042  | Theo Bos | 1 min 0 s 461  | Quentin Lafargue                                                                                          | 1 min 1 s 581  |
| Keirin résultats détaillés                     | Joachim Eilers |                | Edward Dawkins |                | Azizulhasni Awang                                                                                         |                |
| Vitesse résultats détaillés                    | Jason Kenny |                | Matthew Glaetzer |                | Denis Dmitriev                                                                                            |                |
| Vitesse par équipes résultats détaillés        | Nouvelle-Zélande - Ethan Mitchell - Sam Webster - Edward Dawkins                                                      | 43 s 257       | Pays-Bas - Nils van 't Hoenderdaal - Jeffrey Hoogland - Matthijs Büchli                                                   | 43 s 469       | Allemagne - René Enders - Max Niederlag - Joachim Eilers                                                  | 43 s 536       |
| Poursuite individuelle résultats détaillés     | Filippo Ganna | 4 min 16 s 141 | Domenic Weinstein | 4 min 18 s 275 | Andrew Tennant                                                                                            | 4 min 18 s 301 |
| Poursuite par équipes résultats détaillés      | Australie - Sam Welsford - Michael Hepburn - Callum Scotson - Miles Scotson - Alexander Porter (q) - Luke Davison (q) | 3 min 52 s 727 | Grande-Bretagne - Jonathan Dibben - Edward Clancy - Owain Doull - Bradley Wiggins - Steven Burke (q) - Andrew Tennant (q) | 3 min 53 s 856 | Danemark - Lasse Norman Hansen - Niklas Larsen - Frederik Madsen - Casper von Folsach - Rasmus Quaade (q) | 3 min 55 s 936 |
| Course aux points résultats détaillés          | Jonathan Dibben | 48 pts         | Andreas Graf | 48 pts         | Kenny De Ketele                                                                                           | 43 pts         |
| Américaine résultats détaillés                 | Grande-Bretagne - Mark Cavendish - Bradley Wiggins                                                                    | 21 pts         | France - Morgan Kneisky - Benjamin Thomas                                                                                 | 14 pts         | Espagne - Sebastián Mora - Albert Torres                                                                  | 12 pts         |
| Scratch résultats détaillés                    | Sebastián Mora |                | Ignacio Prado |                | Claudio Imhof                                                                                             |                |
| Omnium résultats détaillés                     | Fernando Gaviria | 191 pts        | Roger Kluge | 191 pts        | Glenn O'Shea                                                                                              | 191 pts        |

### Femmes
| Épreuves                                        | Or                                                                 | Or             | Argent                                                                 | Argent         | Bronze                                                               | Bronze         |
| ----------------------------------------------- | ------------------------------------------------------------------ | -------------- | ---------------------------------------------------------------------- | -------------- | -------------------------------------------------------------------- | -------------- |
| 500 mètres contre-la-montre résultats détaillés | Anastasiia Voinova                                                 | 32 s 959       | Lee Wai-sze                                                            | 33 s 736       | Elis Ligtlee                                                         | 33 s 770       |
| Keirin résultats détaillés                      | Kristina Vogel                                                     |                | Anna Meares                                                            | +0.078         | Rebecca James                                                        | +0.106         |
| Vitesse résultats détaillés                     | Zhong Tianshi                                                      |                | Lin Junhong                                                            |                | Kristina Vogel                                                       |                |
| Vitesse par équipes résultats détaillés         | Daria Shmeleva Anastasiia Voinova Russie                           | 32 s 679       | Gong Jinjie Zhong Tianshi Chine                                        | disqualifiées  | Miriam Welte Kristina Vogel Allemagne                                | 32 s 740       |
| Poursuite résultats détaillés                   | Rebecca Wiasak                                                     | 3 min 34 s 099 | Malgorzata Wojtyra                                                     | 3 min 41 s 904 | Annie Foreman-Mackey                                                 | 3 min 36 s 055 |
| Poursuite par équipes résultats détaillés       | Kelly Catlin Chloe Dygert Sarah Hammer Jennifer Valente États-Unis | 4 min 16 s 802 | Allison Beveridge Jasmin Glaesser Kirsti Lay Georgia Simmerling Canada | 4 min 19 s 525 | Ciara Horne Laura Trott Elinor Barker Joanna Rowsell Grande-Bretagne | 4 min 16 s 540 |
| Course aux points résultats détaillés           | Katarzyna Pawłowska                                                | 15 pts         | Jasmin Glaesser                                                        | 14 pts         | Arlenis Sierra                                                       | 14 pts         |
| Scratch résultats détaillés                     | Laura Trott                                                        |                | Kirsten Wild                                                           |                | Stephanie Roorda                                                     |                |
| Omnium résultats détaillés                      | Laura Trott                                                        | 201 pts        | Laurie Berthon                                                         | 183 pts        | Sarah Hammer                                                         | 182 pts        |

## Résultats détaillés

### Hommes

#### Kilomètre
| Pos                | Nom                 | Pays             | Temps    | Notes |
| ------------------ | ------------------- | ---------------- | -------- | ----- |
| Médaille d'or      | Joachim Eilers      | Allemagne        | 1:00.042 |       |
| Médaille d'argent  | Theo Bos            | Pays-Bas         | 1:00.461 |       |
| Médaille de bronze | Quentin Lafargue    | France           | 1:01.581 |       |
| 4                  | Krzysztof Maksel    | Pologne          | 1:01.597 |       |
| 5                  | Matthew Crampton    | Grande-Bretagne  | 1:01.669 |       |
| 6                  | Matthew Archibald   | Nouvelle-Zélande | 1:01.718 |       |
| 7                  | Tomáš Bábek         | Tchéquie         | 1:01.962 |       |
| 8                  | Robin Wagner        | Tchéquie         | 1:02.206 |       |
| 9                  | Santiago Ramírez    | Colombie         | 1:02.207 |       |
| 10                 | Maximilian Dornbach | Allemagne        | 1:02.425 |       |
| 11                 | José Moreno Sánchez | Espagne          | 1:02.550 |       |
| 12                 | Im Chae-bin         | Corée du Sud     | 1:02.666 |       |
| 13                 | Mateusz Lipa        | Pologne          | 1:02.908 |       |
| 14                 | Kacio Fonseca       | Brésil           | 1:04.202 |       |
| 15                 | Mika Simola         | Finlande         | 1:04.641 |       |

#### Keirin
- Finale

| Pos                | Nom               | Pays             | Temps  | Notes |
| ------------------ | ----------------- | ---------------- | ------ | ----- |
| Médaille d'or      | Joachim Eilers    | Allemagne        |        |       |
| Médaille d'argent  | Eddie Dawkins     | Nouvelle-Zélande | +0.002 |       |
| Médaille de bronze | Azizulhasni Awang | Malaisie         | +0.068 |       |
| 4                  | Maximilian Levy   | Allemagne        | +0.266 |       |
| 5                  | Yuta Wakimoto     | Japon            | +0.565 |       |
| 6                  | Jason Kenny       | Grande-Bretagne  | +2.750 |       |

- Petite finale

| Pos | Nom               | Pays             | Temps  | Notes |
| --- | ----------------- | ---------------- | ------ | ----- |
| 7   | Sergiy Omelchenko | Azerbaïdjan      |        |       |
| 8   | Nikita Shurshin   | Russie           | +0.010 |       |
| 9   | Im Chae-bin       | Corée du Sud     | +0.090 |       |
| 10  | Sam Webster       | Nouvelle-Zélande | +0.136 |       |
| 11  | Pavel Kelemen     | Tchéquie         | +0.237 |       |
| 12  | François Pervis   | France           | +2.983 |       |

#### Vitesse

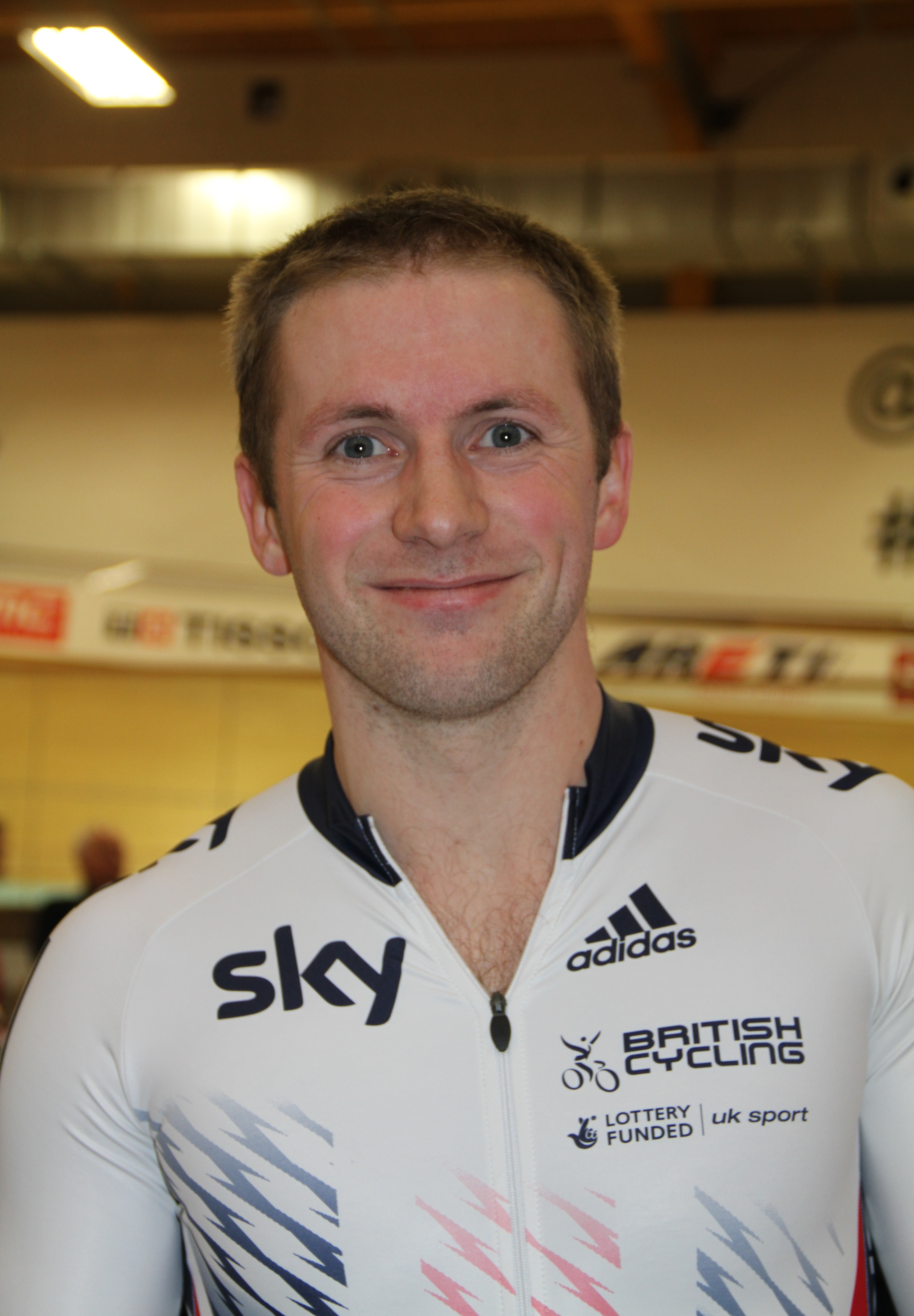
Jason Kenny remporte son deuxième titre mondiale sur l'épreuve reine après 2011.

- Finales

| Manche                           | Nom              | Pays            | 1re manche | 2e manche | 3e manche |
| -------------------------------- | ---------------- | --------------- | ---------- | --------- | --------- |
| Match pour la médaille d'or      |                  |                 |            |           |           |
| Médaille d'or                    | Jason Kenny      | Grande-Bretagne | +0.002     | X         | X         |
| Médaille d'argent                | Matthew Glaetzer | Australie       | X          | +0.060    | +0.050    |
| Match pour la médaille de bronze |                  |                 |            |           |           |
| Médaille de bronze               | Denis Dmitriev   | Russie          | X          | X         |           |
| 4                                | Damian Zieliński | Pologne         | +0.072     | +0.039    |           |

#### Vitesse par équipes

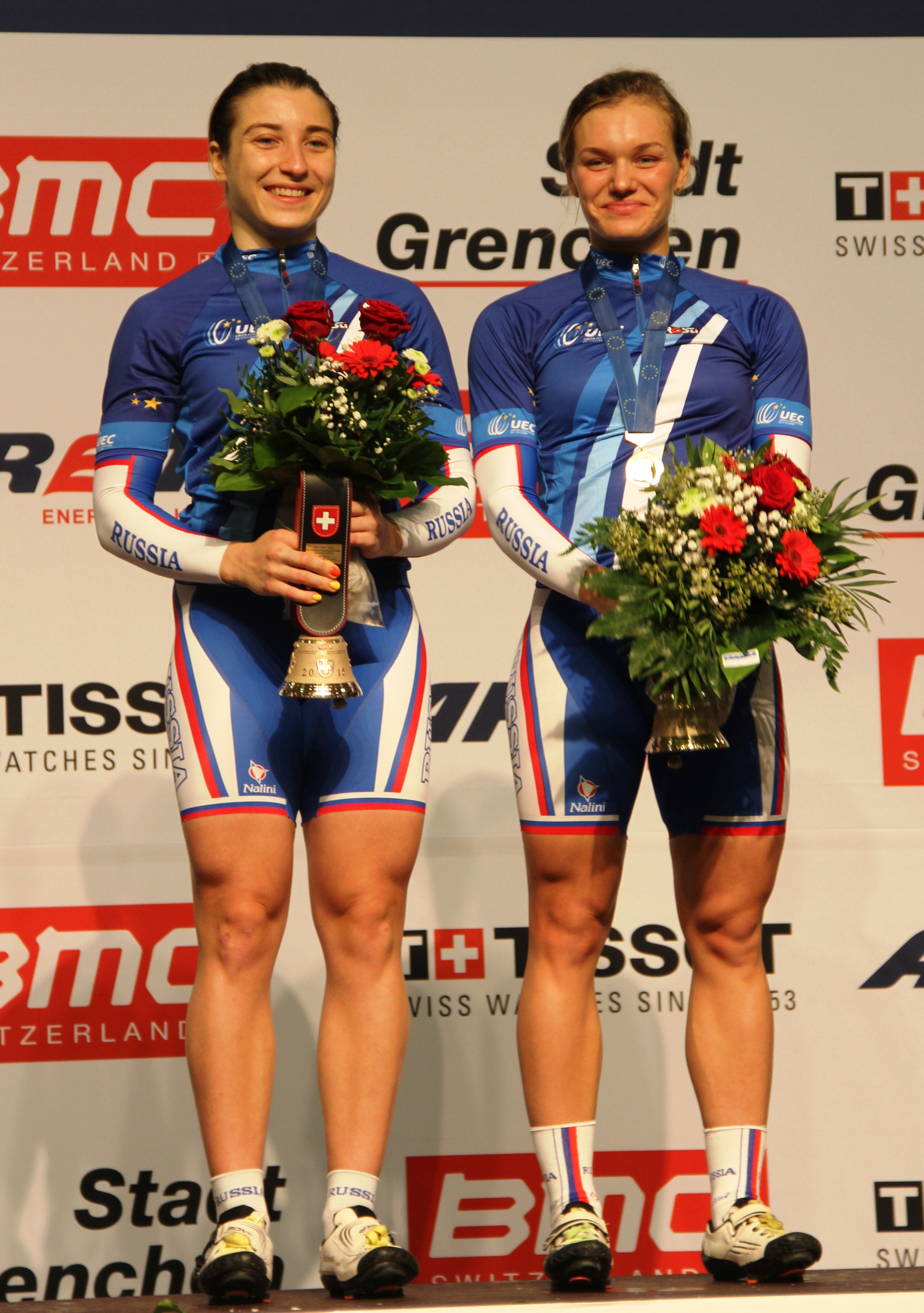
Les Russes Daria Shmeleva et Anastasiia Voinova (ici au championnat d'Europe 2015) s'adjugent le titre en vitesse par équipes.

- Finales

| Pos                              | Nom                                                      | Pays             | Temps  | Notes |
| -------------------------------- | -------------------------------------------------------- | ---------------- | ------ | ----- |
| Match pour la médaille d'or      |                                                          |                  |        |       |
| Médaille d'or                    | Ethan Mitchell Sam Webster Eddie Dawkins                 | Nouvelle-Zélande | 43.257 |       |
| Médaille d'argent                | Nils van 't Hoenderdaal Jeffrey Hoogland Matthijs Büchli | Pays-Bas         | 43.469 |       |
| Match pour la médaille de bronze |                                                          |                  |        |       |
| Médaille de bronze               | René Enders Max Niederlag Joachim Eilers                 | Allemagne        | 43.536 |       |
| 4                                | Grégory Baugé Kévin Sireau Michaël D'Almeida             | France           | 43.577 |       |

#### Poursuite individuelle
- Finales

| Course pour la médaille d'or      |                   |                 |          |        |
| Médaille d'or                     | Filippo Ganna     | Italie          | 4:16.141 |        |
| Médaille d'argent                 | Domenic Weinstein | Allemagne       | 4:18.275 | +2.134 |
| Course pour la médaille de bronze |                   |                 |          |        |
| Médaille de bronze                | Andrew Tennant    | Grande-Bretagne | 4:18.301 |        |
| 4                                 | Owain Doull       | Grande-Bretagne | 4:18.476 | +0.175 |

#### Poursuite par équipes
56 cyclistes de 14 pays participent au tour de qualification.
- Finales

| Pos                              | Nom                                                                  | Pays             | Temps    |
| -------------------------------- | -------------------------------------------------------------------- | ---------------- | -------- |
| Match pour la médaille d'or      |                                                                      |                  |          |
| Médaille d'or                    | Sam Welsford Michael Hepburn Callum Scotson Miles Scotson            | Australie        | 3:52.727 |
| Médaille d'argent                | Jonathan Dibben Edward Clancy Owain Doull Bradley Wiggins            | Grande-Bretagne  | 3:53.856 |
| Match pour la médaille de bronze |                                                                      |                  |          |
| Médaille de bronze               | Lasse Norman Hansen Niklas Larsen Frederik Madsen Casper von Folsach | Danemark         | 3:55.936 |
| 4                                | Elia Viviani Liam Bertazzo Simone Consonni Filippo Ganna             | Italie           | 3:58.262 |
| Match pour la cinquième place    |                                                                      |                  |          |
| 5                                | Alexander Serov Sergey Shilov Dmitriy Sokolov Kirill Sveshnikov      | Russie           | 3:59.833 |
| 6                                | Leif Lampater Theo Reinhardt Nils Schomber Kersten Thiele            | Allemagne        | 4:01.725 |
| Match pour la septième place     |                                                                      |                  |          |
| 7                                | Aaron Gate Pieter Bulling Dylan Kennett Nicholas Kergozou            | Nouvelle-Zélande | 3:55.875 |
| 8                                | Roy Eefting Wim Stroetinga Joost van der Burg Jan-Willem van Schip   | Pays-Bas         | 4:03.486 |

#### Course aux points
| Pos                | Nom                     | Pays             | Points au sprint | Points au tour | Total   |
| ------------------ | ----------------------- | ---------------- | ---------------- | -------------- | ------- |
| Médaille d'or      | Jonathan Dibben         | Grande-Bretagne  | 28               | 20             | 48      |
| Médaille d'argent  | Andreas Graf            | Autriche         | 28               | 20             | 48      |
| Médaille de bronze | Kenny De Ketele         | Belgique         | 23               | 20             | 43      |
| 4                  | Benjamin Thomas         | France           | 21               | 20             | 41      |
| 5                  | Eiya Hashimoto          | Japon            | 11               | 20             | 31      |
| 6                  | Raman Ramanau           | Biélorussie      | 13               | 0              | 13      |
| 7                  | Sam Welsford            | Australie        | 7                | 0              | 7       |
| 8                  | Luis Fernando Sepúlveda | Chili            | 6                | 0              | 6       |
| 9                  | Cheung King Lok         | Hong Kong        | 6                | 0              | 6       |
| 10                 | Nikita Panassenko       | Kazakhstan       | 3                | 0              | 3       |
| 11                 | Ian Holt                | États-Unis       | 2                | 0              | 2       |
| 12                 | Eloy Teruel             | Espagne          | 1                | 0              | 1       |
| 13                 | Claudio Imhof           | Suisse           | 0                | 0              | 0       |
| 14                 | Wojtek Pszczolarski     | Pologne          | 1                | −20            | −19     |
| 15                 | Artur Ershov            | Russie           | 0                | −20            | −20     |
| 16                 | Martin Bláha            | Tchéquie         | 0                | −20            | −20     |
| —                  | Vitaliy Hryniv          | Ukraine          | Abandon          | Abandon        | Abandon |
| —                  | Luke Mudgway            | Nouvelle-Zélande | Abandon          | Abandon        | Abandon |
| —                  | Ivo Oliveira            | Portugal         | Abandon          | Abandon        | Abandon |
| —                  | Liam Bertazzo           | Italie           | Abandon          | Abandon        | Abandon |
| —                  | Felix English           | Irlande          | Abandon          | Abandon        | Abandon |
| —                  | Leif Lampater           | Allemagne        | Abandon          | Abandon        | Abandon |

#### Américaine

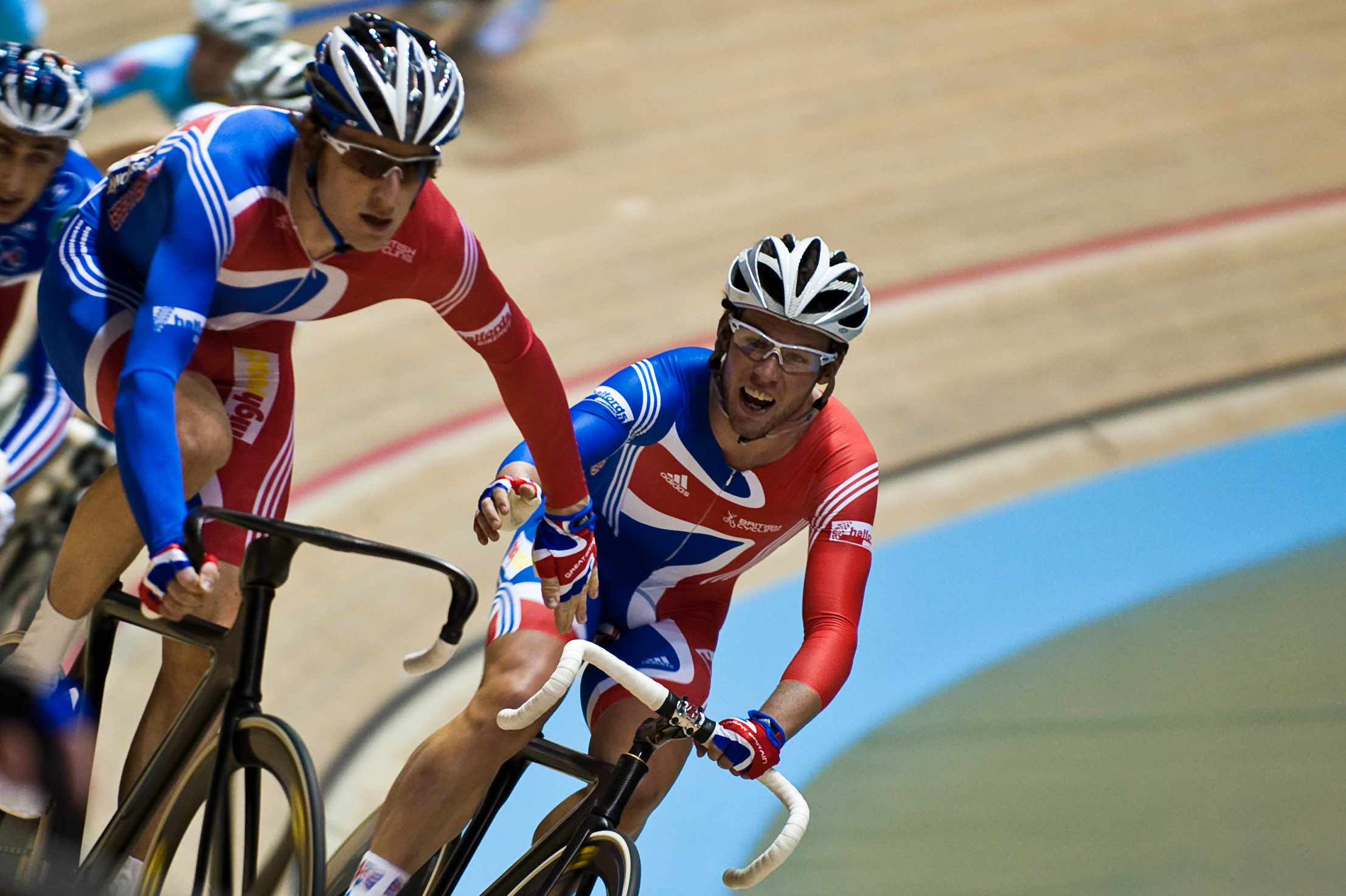
La paire Bradley Wiggins-Mark Cavendish (ici en 2008) sont titrés sur la course à l'américaine.

| Pos                | Nom                                | Pays             | Points  | Tours   |
| ------------------ | ---------------------------------- | ---------------- | ------- | ------- |
| Médaille d'or      | Bradley Wiggins Mark Cavendish     | Grande-Bretagne  | 21      |         |
| Médaille d'argent  | Morgan Kneisky Benjamin Thomas     | France           | 14      |         |
| Médaille de bronze | Sebastián Mora Albert Torres       | Espagne          | 12      |         |
| 4                  | Claudio Imhof Thery Schir          | Suisse           | 11      |         |
| 5                  | Cameron Meyer Callum Scotson       | Australie        | 10      |         |
| 6                  | Jordan Parra Fernando Gaviria      | Colombie         | 6       |         |
| 7                  | Kenny De Ketele Moreno De Pauw     | Belgique         | 15      | −1      |
| 8                  | Martin Bláha Vojtěch Hačecký       | Tchéquie         | 1       | −1      |
| 9                  | Kersten Thiele Domenic Weinstein   | Allemagne        | 1       | −1      |
| 10                 | Andreas Müller Andreas Graf        | Autriche         | 1       | −1      |
| 11                 | Pieter Bulling Luke Mudgway        | Nouvelle-Zélande | 1       | −1      |
| 12                 | Alex Rasmussen Jesper Mørkøv       | Danemark         | 2       | −2      |
| 13                 | Dion Beukeboom Wim Stroetinga      | Pays-Bas         | 2       | −2      |
| 14                 | Cheung King Lok Leung Chun Wing    | Hong Kong        | 0       | −3      |
| 15                 | Elia Viviani Liam Bertazzo         | Italie           | 10      | −4      |
| —                  | Vladislav Kreminskyi Roman Gladysh | Ukraine          | Abandon | Abandon |

#### Scratch

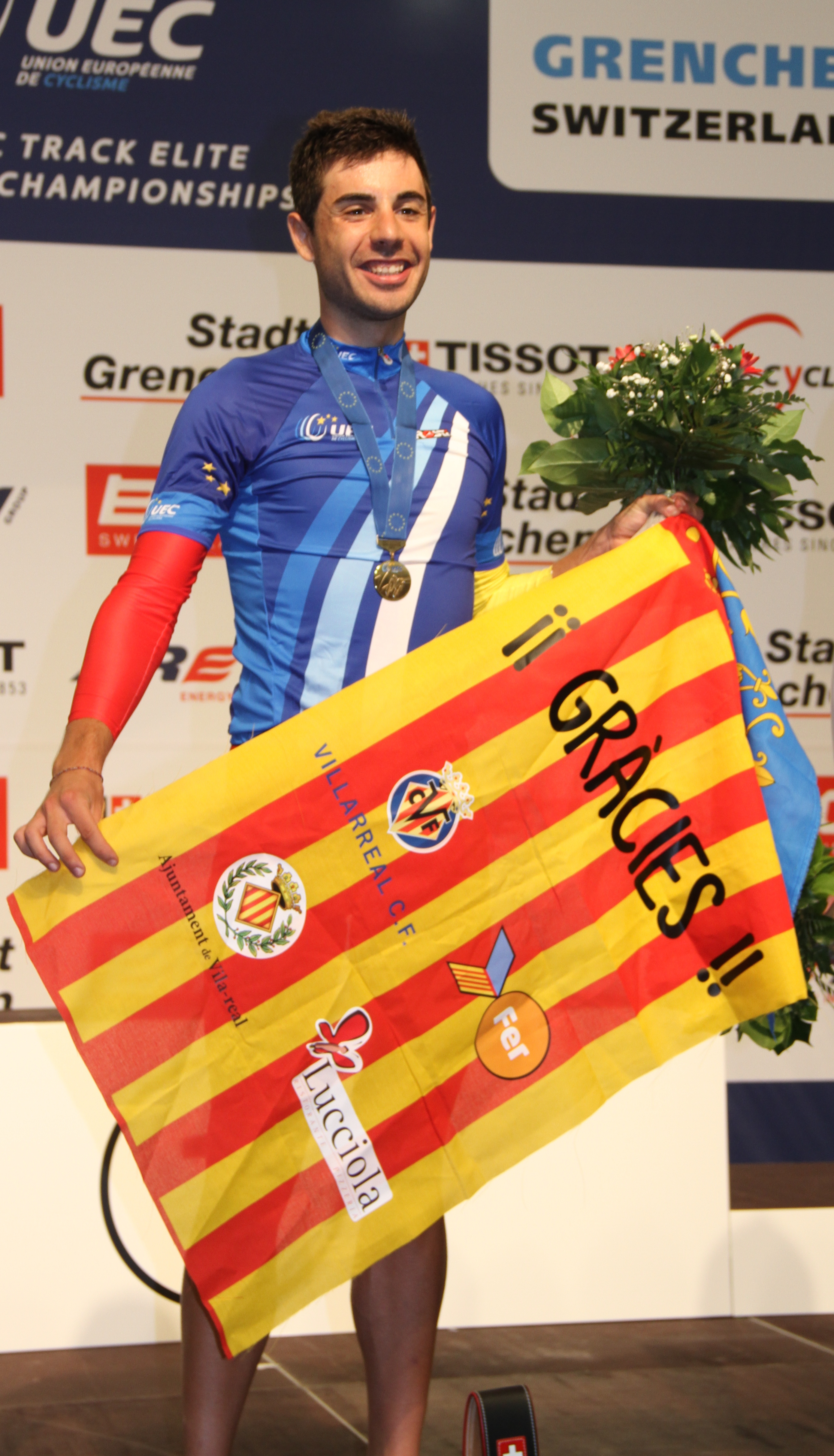
Sebastián Mora (ici au championnat d'Europe 2015) remporte le titre de la course scratch.

| Pos                | Nom                | Pays             | Tours |
| ------------------ | ------------------ | ---------------- | ----- |
| Médaille d'or      | Sebastián Mora     | Espagne          |       |
| Médaille d'argent  | Ignacio Prado      | Mexique          |       |
| Médaille de bronze | Claudio Imhof      | Suisse           |       |
| 4                  | Raman Ramanau      | Biélorussie      |       |
| 5                  | Cheung King Lok    | Hong Kong        |       |
| 6                  | Vojtěch Hačecký    | Tchéquie         |       |
| 7                  | Lucas Liss         | Allemagne        | −1    |
| 8                  | Rui Oliveira       | Portugal         | −1    |
| 9                  | Christopher Latham | Grande-Bretagne  | −1    |
| 10                 | Felix English      | Irlande          | −1    |
| 11                 | Moreno De Pauw     | Belgique         | −1    |
| 12                 | Elia Viviani       | Italie           | −1    |
| 13                 | Roman Gladysh      | Ukraine          | −1    |
| 14                 | Andreas Müller     | Autriche         | −1    |
| 15                 | Glenn O'Shea       | Australie        | −1    |
| 16                 | Morgan Kneisky     | France           | −2    |
| 17                 | Jacob Duehring     | États-Unis       | −2    |
| 18                 | Robert Gaineyev    | Kazakhstan       | −2    |
| 19                 | Adrian Tekliński   | Pologne          | −2    |
| 20                 | Wim Stroetinga     | Pays-Bas         | −2    |
| 21                 | Alex Frame         | Nouvelle-Zélande | −2    |
| -                  | Jean Spies         | Afrique du Sud   | Abd   |

#### Omnium
- Classement final

| Pos                | Nom                 | Pays             | Total |
| ------------------ | ------------------- | ---------------- | ----- |
| Médaille d'or      | Fernando Gaviria    | Colombie         | 191   |
| Médaille d'argent  | Roger Kluge         | Allemagne        | 191   |
| Médaille de bronze | Glenn O'Shea        | Australie        | 191   |
| 4                  | Elia Viviani        | Italie           | 189   |
| 5                  | Lasse Norman Hansen | Danemark         | 181   |
| 6                  | Mark Cavendish      | Grande-Bretagne  | 161   |
| 7                  | Tim Veldt           | Pays-Bas         | 145   |
| 8                  | Jasper De Buyst     | Belgique         | 132   |
| 9                  | Thomas Boudat       | France           | 131   |
| 10                 | Artyom Zakharov     | Kazakhstan       | 126   |
| 11                 | Viktor Manakov      | Russie           | 121   |
| 12                 | Leung Chun Wing     | Hong Kong        | 104   |
| 13                 | Adrian Tekliński    | Pologne          | 102   |
| 14                 | Gaël Suter          | Suisse           | 101   |
| 15                 | Park Sang-hoon      | Corée du Sud     | 100   |
| 16                 | Kazushige Kuboki    | Japon            | 93    |
| 17                 | Ignacio Prado       | Mexique          | 67    |
| 18                 | Gideoni Monteiro    | Brésil           | 50    |
| 19                 | Aaron Gate          | Nouvelle-Zélande | 31    |
| 20                 | Jacob Duehring      | États-Unis       | 27    |

### Femmes

#### 500 mètres
| Pos                | Nom                 | Pays            | Temps  | Écart  | Notes |
| ------------------ | ------------------- | --------------- | ------ | ------ | ----- |
| Médaille d'or      | Anastasiia Voinova  | Russie          | 32.959 |        |       |
| Médaille d'argent  | Lee Wai-sze         | Hong Kong       | 33.736 | +0.777 |       |
| Médaille de bronze | Elis Ligtlee        | Pays-Bas        | 33.760 | +0.801 |       |
| 4                  | Daria Shmeleva      | Russie          | 33.886 | +0.927 |       |
| 5                  | Katy Marchant       | Grande-Bretagne | 34.032 | +1.073 |       |
| 6                  | Laurine van Riessen | Pays-Bas        | 34.065 | +1.106 |       |
| 7                  | Miriam Welte        | Allemagne       | 34.192 | +1.233 |       |
| 8                  | Tania Calvo         | Espagne         | 34.264 | +1.305 |       |
| 9                  | Lisandra Guerra     | Cuba            | 34.692 | +1.733 |       |
| 10                 | Jessica Salazar     | Mexique         | 34.705 | +1.746 |       |
| 11                 | Ekaterina Gnidenko  | Russie          | 34.757 | +1.798 |       |
| 12                 | Martha Bayona       | Colombie        | 34.903 | +1.944 |       |
| 13                 | Daniela Gaxiola     | Mexique         | 35.137 | +2.178 |       |
| 14                 | Migle Marozaite     | Lituanie        | 35.350 | +2.391 |       |
| 15                 | Deborah Herold      | Inde            | 36.229 | +3.270 |       |

#### Keirin
- Finale

| Pos                | Nom            | Pays            | Écart  | Notes |
| ------------------ | -------------- | --------------- | ------ | ----- |
| Médaille d'or      | Kristina Vogel | Allemagne       |        |       |
| Médaille d'argent  | Anna Meares    | Australie       | +0.078 |       |
| Médaille de bronze | Becky James    | Grande-Bretagne | +0.106 |       |
| 4                  | Guo Shuang     | Chine           | +0.171 |       |
| 5                  | Lyubov Shulika | Ukraine         | +0.296 |       |
| 6                  | Lee Hye-jin    | Corée du Sud    | +0.338 |       |

- Petite finale

| Pos | Nom              | Pays      | Écart  | Notes |
| --- | ---------------- | --------- | ------ | ----- |
| 7   | Stephanie Morton | Australie |        |       |
| 8   | Kaarle McCulloch | Australie | +0.114 |       |
| 9   | Lee Wai-sze      | Hong Kong | +0.129 |       |
| 10  | Virginie Cueff   | France    | +0.217 |       |
| 11  | Elis Ligtlee     | Pays-Bas  | +0.516 |       |
| 12  | Lin Junhong      | Chine     |        | Dsq   |

#### Vitesse
Finales
| Manche                           | Nom            | Pays      | 1re manche | 2e manche | 3e manche |
| -------------------------------- | -------------- | --------- | ---------- | --------- | --------- |
| Match pour la médaille d'or      |                |           |            |           |           |
| Médaille d'or                    | Zhong Tianshi  | Chine     | X          | X         |           |
| Médaille d'argent                | Lin Junhong    | Chine     | +0.020     | +0.656    |           |
| Match pour la médaille de bronze |                |           |            |           |           |
| Médaille de bronze               | Kristina Vogel | Allemagne | X          | X         |           |
| 4                                | Anna Meares    | Australie | +0.166     | +0.071    |           |

#### Vitesse par équipes
- Finales

| Pos                              | Nom                               | Pays      | Temps  | Notes         |
| -------------------------------- | --------------------------------- | --------- | ------ | ------------- |
| Match pour la médaille d'or      |                                   |           |        |               |
| Médaille d'or                    | Daria Shmeleva Anastasiia Voinova | Russie    | 32,679 |               |
| Médaille d'argent                | Gong Jinjie Zhong Tianshi         | Chine     |        | Disqualifiées |
| Match pour la médaille de bronze |                                   |           |        |               |
| Médaille de bronze               | Miriam Welte Kristina Vogel       | Allemagne | 32,740 |               |
| 4                                | Anna Meares Stephanie Morton      | Australie | 32,871 |               |

#### Poursuite individuelle
Finales
| Pos                              | Nom                  | Pays       | Temps    | Écart   |
| -------------------------------- | -------------------- | ---------- | -------- | ------- |
| Match pour la médaille d'or      |                      |            |          |         |
| Médaille d'or                    | Rebecca Wiasak       | Australie  | 3:34.099 |         |
| Médaille d'argent                | Małgorzata Wojtyra   | Pologne    | 3.41.904 | + 6.805 |
| Match pour la médaille de bronze |                      |            |          |         |
| Médaille de bronze               | Annie Foreman-Mackey | Canada     | 3.36.055 |         |
| 4                                | Ruth Winder          | États-Unis | 3.39.902 | + 3.857 |

#### Poursuite par équipes
13 équipes de quatre pistardes participent à cette épreuve.
- Finales

| Pos                              | Nom                                                                 | Pays             | Temps    |
| -------------------------------- | ------------------------------------------------------------------- | ---------------- | -------- |
| Match pour la médaille d'or      |                                                                     |                  |          |
| Médaille d'or                    | Kelly Catlin Chloe Dygert Sarah Hammer Jennifer Valente             | États-Unis       | 4:16.802 |
| Médaille d'argent                | Allison Beveridge Jasmin Glaesser Kirsti Lay Georgia Simmerling     | Canada           | 4:19.525 |
| Match pour la médaille de bronze |                                                                     |                  |          |
| Médaille de bronze               | Ciara Horne Laura Trott Elinor Barker Joanna Rowsell                | Grande-Bretagne  | 4:16.540 |
| 4                                | Lauren Ellis Rushlee Buchanan Jaime Nielsen Racquel Sheath          | Nouvelle-Zélande | 4:20.225 |
| Match pour la cinquième place    |                                                                     |                  |          |
| 5                                | Annette Edmondson Ashlee Ankudinoff Georgia Baker Amy Cure          | Australie        | -        |
| 6                                | Simona Frapporti Francesca Pattaro Tatiana Guderzo Silvia Valsecchi | Italie           | doublée  |
| Match pour la septième place     |                                                                     |                  |          |
| 7                                | Katarzyna Pawłowska Edyta Jasinka Eugenia Bujak Natalia Rutkowska   | Pologne          | 4:27.165 |
| 8                                | Huang Dongyan Menglu Ma Jing Yali Zhao Baofang                      | Chine            | 4.27.508 |

#### Course aux points
| Pos                | Nom                 | Pays             | Points au sprint | Points au tour | Total |
| ------------------ | ------------------- | ---------------- | ---------------- | -------------- | ----- |
| Médaille d'or      | Katarzyna Pawłowska | Pologne          | 15               | 0              | 15    |
| Médaille d'argent  | Jasmin Glaesser     | Canada           | 14               | 0              | 14    |
| Médaille de bronze | Arlenis Sierra      | Cuba             | 14               | 0              | 14    |
| 4                  | Georgia Baker       | Australie        | 13               | 0              | 13    |
| 5                  | Emily Nelson        | Nouvelle-Zélande | 8                | 0              | 8     |
| 6                  | Stephanie Pohl      | Allemagne        | 7                | 0              | 7     |
| 7                  | Kimberly Geist      | États-Unis       | 6                | 0              | 6     |
| 8                  | Gulnaz Badykova     | Russie           | 5                | 0              | 5     |
| 9                  | Jarmila Machačová   | Tchéquie         | 5                | 0              | 5     |
| 10                 | Ina Savenka         | Biélorussie      | 5                | 0              | 5     |
| 11                 | Elena Cecchini      | Italie           | 4                | 0              | 4     |
| 12                 | Lotte Kopecky       | Belgique         | 2                | 0              | 2     |
| 13                 | Minami Uwano        | Japon            | 2                | 0              | 2     |
| 14                 | Ganna Solovei       | Ukraine          | 1                | 0              | 1     |
| 15                 | Élise Delzenne      | France           | 1                | 0              | 1     |
| 16                 | Alžbeta Pavlendová  | Slovaquie        | 0                | 0              | 0     |
| 17                 | Irene Usabiaga      | Espagne          | 0                | 0              | 0     |
| 18                 | Yao Pang            | Hong Kong        | 0                | 0              | 0     |
| 19                 | Caroline Ryan       | Irlande          | 0                | 0              | 0     |
| 20                 | Aušrinė Trebaitė    | Lituanie         | 8                | -20            | -12   |

#### Scratch
| Pos                | Nom                       | Pays            | Tour |
| ------------------ | ------------------------- | --------------- | ---- |
| Médaille d'or      | Laura Trott               | Grande-Bretagne |      |
| Médaille d'argent  | Kirsten Wild              | Pays-Bas        |      |
| Médaille de bronze | Stephanie Roorda          | Canada          |      |
| 4                  | Jolien D'Hoore            | Belgique        |      |
| 5                  | Jarmila Machačová         | Tchéquie        |      |
| 6                  | Evgenia Romanyuta         | Russie          |      |
| 7                  | Arlenis Sierra            | Cuba            |      |
| 8                  | Yang Qianyu               | Hong Kong       |      |
| 9                  | Charlotte Becker          | Allemagne       |      |
| 10                 | Marina Shmayankova        | Biélorussie     |      |
| 11                 | Minami Uwano              | Japon           |      |
| 12                 | Lizbeth Salazar           | Mexique         |      |
| 13                 | Natalia Rutkowska         | Pologne         |      |
| 14                 | Maria Giulia Confalonieri | Italie          |      |
| 15                 | Pascale Jeuland           | France          |      |
| 16                 | Leire Olaberria           | Espagne         |      |
| 17                 | Kimberly Geist            | États-Unis      |      |
| 18                 | Alžbeta Pavlendová        | Slovaquie       |      |
| 19                 | Tetyana Klimchenko        | Ukraine         |      |
| 20                 | Lydia Boylan              | Irlande         | −1   |

#### Omnium
- Classement final

| Pos                | Nom                | Pays             | Total |
| ------------------ | ------------------ | ---------------- | ----- |
| Médaille d'or      | Laura Trott        | Grande-Bretagne  | 201   |
| Médaille d'argent  | Laurie Berthon     | France           | 183   |
| Médaille de bronze | Sarah Hammer       | États-Unis       | 182   |
| 4                  | Allison Beveridge  | Canada           | 159   |
| 5                  | Annette Edmondson  | Australie        | 158   |
| 6                  | Jolien D'Hoore     | Belgique         | 157   |
| 7                  | Kirsten Wild       | Pays-Bas         | 153   |
| 8                  | Lauren Ellis       | Nouvelle-Zélande | 143   |
| 9                  | Marlies Mejias     | Cuba             | 124   |
| 10                 | Amalie Dideriksen  | Danemark         | 119   |
| 11                 | Leire Olaberria    | Espagne          | 100   |
| 12                 | Simona Frapporti   | Italie           | 98    |
| 13                 | Anna Knauer        | Allemagne        | 95    |
| 14                 | Hsiao Mei-yu       | Taipei chinois   | 82    |
| 15                 | Tatsiana Sharakova | Biélorussie      | 73    |
| 16                 | Luo Xiaoling       | Chine            | 70    |
| 17                 | Angie González     | Venezuela        | 67    |
| 18                 | Sakura Tsukagoshi  | Japon            | 62    |
| 19                 | Diao Xiao Juan     | Hong Kong        | 56    |
| 20                 | Tamara Balabolina  | Russie           | 48    |

## Tableau des médailles
| Rang  | Nation           | Or | Argent | Bronze | Total |
| ----- | ---------------- | -- | ------ | ------ | ----- |
| 1     | Grande-Bretagne  | 5  | 1      | 3      | 9     |
| 2     | Allemagne        | 3  | 2      | 3      | 8     |
| 3     | Australie        | 2  | 2      | 1      | 5     |
| 4     | Russie           | 2  | 0      | 1      | 3     |
| 5     | Chine            | 1  | 2      | 0      | 3     |
| 6     | Nouvelle-Zélande | 1  | 1      | 0      | 2     |
| 6     | Pologne          | 1  | 1      | 0      | 2     |
| 8     | Espagne          | 1  | 0      | 1      | 2     |
| 8     | États-Unis       | 1  | 0      | 1      | 2     |
| 10    | Colombie         | 1  | 0      | 0      | 1     |
| 10    | Italie           | 1  | 0      | 0      | 1     |
| 12    | Pays-Bas         | 0  | 3      | 1      | 4     |
| 13    | Canada           | 0  | 2      | 2      | 4     |
| 14    | France           | 0  | 2      | 1      | 3     |
| 15    | Autriche         | 0  | 1      | 0      | 1     |
| 15    | Hong Kong        | 0  | 1      | 0      | 1     |
| 15    | Mexique          | 0  | 1      | 0      | 1     |
| 18    | Belgique         | 0  | 0      | 1      | 1     |
| 18    | Cuba             | 0  | 0      | 1      | 1     |
| 18    | Danemark         | 0  | 0      | 1      | 1     |
| 18    | Malaisie         | 0  | 0      | 1      | 1     |
| 18    | Suisse           | 0  | 0      | 1      | 1     |
| Total | Total            | 19 | 19     | 19     | 57    |

## Diffuseurs
| Liste des diffuseurs | |
| --- | --- |
| \| Europe - BBC : Royaume-Uni - BeIN Sports : France, Monaco, Andorre et pays francophone d'Afrique - Charlton : Israël - Czech TV : République tchèque - France TV : France - Match! Nash Sport : Russie[11] - NOS : Pays-Bas - ORF : Austriche - Polsat : Pologne - Pro TV : Roumanie - RAI : Italie - RTBF : Belgique - Slovak TV : Slovaquie - Sport 1 : Hongrie - Sport Klub : Serbie, Monténégro, Croatie, Bosnie, Kosovo, Macédoine, Slovénie - SRG SSR : Suisse - TV2 : Norvège - Viasat : Danemark, Estonie, Lettonie, Finlande, Lituanie, - VRT : Belgique Amérique du Nord / Canada - RDS : Canada - Rogers Sportsnet : Canada - Universal : États-Unis \| Amérique du Sud - Globosat : Brésil - TDN : PAN-Amériques Asie - ASTRO : Malaysie - I-Cable : Hong Kong - NHK : Japon - Sony India : Inde - Sportcast : Taïwan - SPOTV : Corée - TrueVisions : Thaïlande Afrique - Mnet Supersport : PAN-Afrique Océanie - SBS Australia : Australie - Sky New-Zealand : Nouvelle-Zélande Monde - SNTV - Perform \| | |
| Europe - BBC : Royaume-Uni - BeIN Sports : France, Monaco, Andorre et pays francophone d'Afrique - Charlton : Israël - Czech TV : République tchèque - France TV : France - Match! Nash Sport : Russie - NOS : Pays-Bas - ORF : Austriche - Polsat : Pologne - Pro TV : Roumanie - RAI : Italie - RTBF : Belgique - Slovak TV : Slovaquie - Sport 1 : Hongrie - Sport Klub : Serbie, Monténégro, Croatie, Bosnie, Kosovo, Macédoine, Slovénie - SRG SSR : Suisse - TV2 : Norvège - Viasat : Danemark, Estonie, Lettonie, Finlande, Lituanie, - VRT : Belgique Amérique du Nord / Canada - RDS : Canada - Rogers Sportsnet : Canada - Universal : États-Unis | Amérique du Sud - Globosat : Brésil - TDN : PAN-Amériques Asie - ASTRO : Malaysie - I-Cable : Hong Kong - NHK : Japon - Sony India : Inde - Sportcast : Taïwan - SPOTV : Corée - TrueVisions : Thaïlande Afrique - Mnet Supersport : PAN-Afrique Océanie - SBS Australia : Australie - Sky New-Zealand : Nouvelle-Zélande Monde - SNTV - Perform |